# アレクサンドル・リトフチェンコ

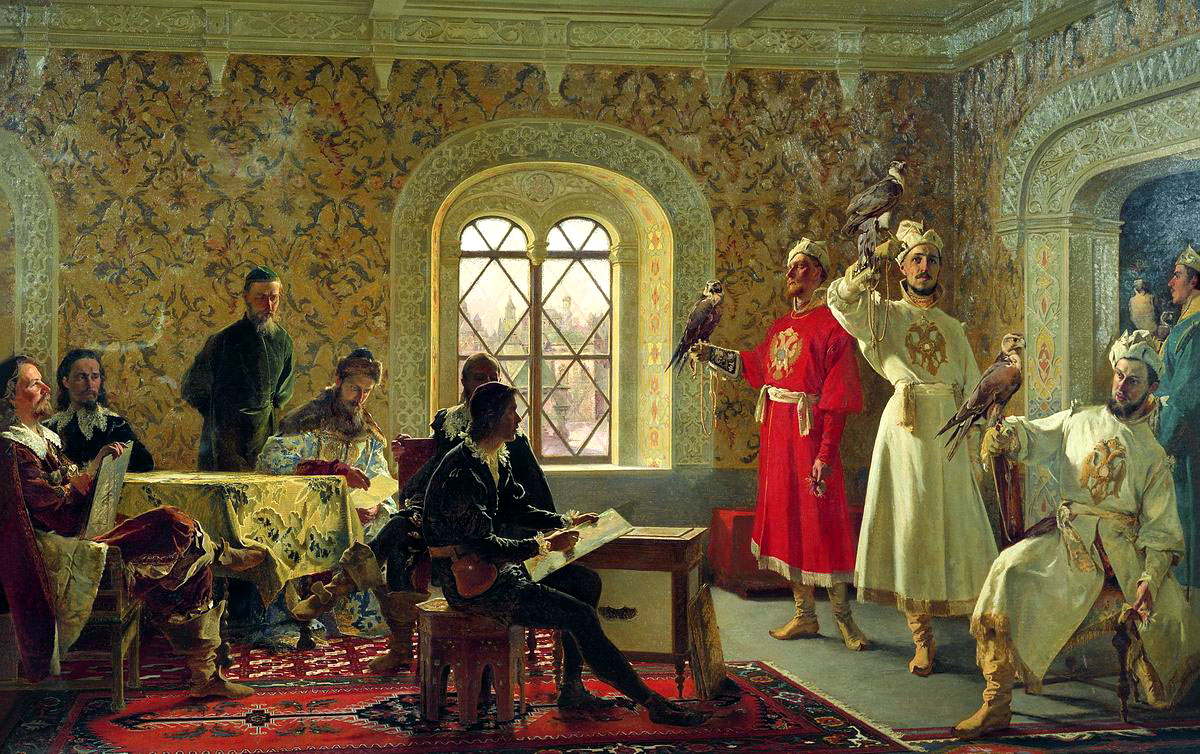
アレクサンドル・リトフチェンコ作「イタリア特使から狩猟用ハヤブサを贈られるモスクワ大公アレクセイ」 (1889) ハルキウ美術館蔵

アレクサンドル・ドミトリエヴィチ・リトフチェンコ（ロシア語: Александр Дмитриевич Литовченко, ラテン文字転写: Alexander Dmitrievich Litovchenko、ウクライナ語: Олександр Дмитрович Литовченко 、1835年3月26日 - 1890年6月28日）は現ウクライナ生まれのロシアの画家である。16世紀から17世紀にかけてのモスクワ公国時代の歴史的な出来事などが題材の作品を描いたことで知られている。

## 略歴
現ウクライナのポルタヴァ州クレメンチュークの農民の家に生まれた。幼い頃から絵の才能を示し、1855年からサンクトペテルブルクの帝国芸術アカデミーでフョードル・ブルーニ（Fyodor Bruni）に学んだ。
1863年に「移動派」の指導者になるイワン・クラムスコイ（1837-1887）らとともにアカデミーの方針に反抗した若い芸術家がアカデミーを去るという「14人の蜂起（||ru|Бунт четырнадцати}}）」に加わり、サンクトペテルブルク芸術家協会(Санкт-Петербургская артельхудожников）を結成した。1876年に協会が解散した後、「移動派」のメンバーになり、1878年から作品を移動派の展覧会に出展した。
1868年に17世紀のモスクワ大公、アレクセイの宮廷の鷹匠を題材の作品を何点か描き、美術アカデミーの会員に選ばれた。イワン雷帝を題材にした作品がサンクトペテルブルクのアレクサンドル3世博物館（現ロシア美術館）のために、皇帝によって買い上げられ、有力な美術品収集家のパーヴェル・トレチャコフにも作品を買い上げられた。
モスクワの救世主ハリストス大聖堂の壁画などの宗教画も描いた。
1890年にサンクトペテルブルクで亡くなった。

## 作品

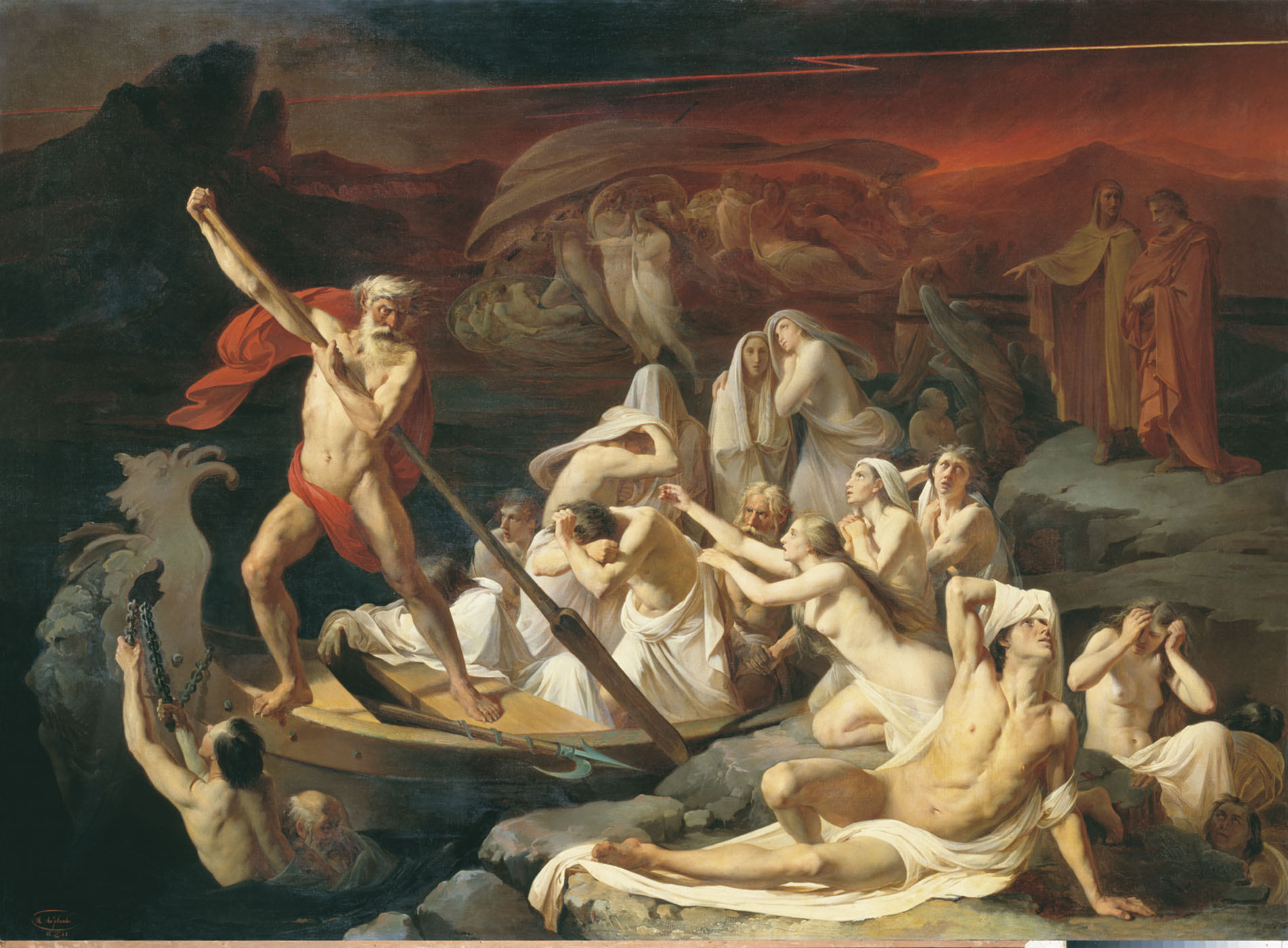
冥界の河ステュクス の カローン(1861) ロシア美術館
イギリス大使ホーシーに宝物を見せるイワン雷帝 (1875) ロシア美術館
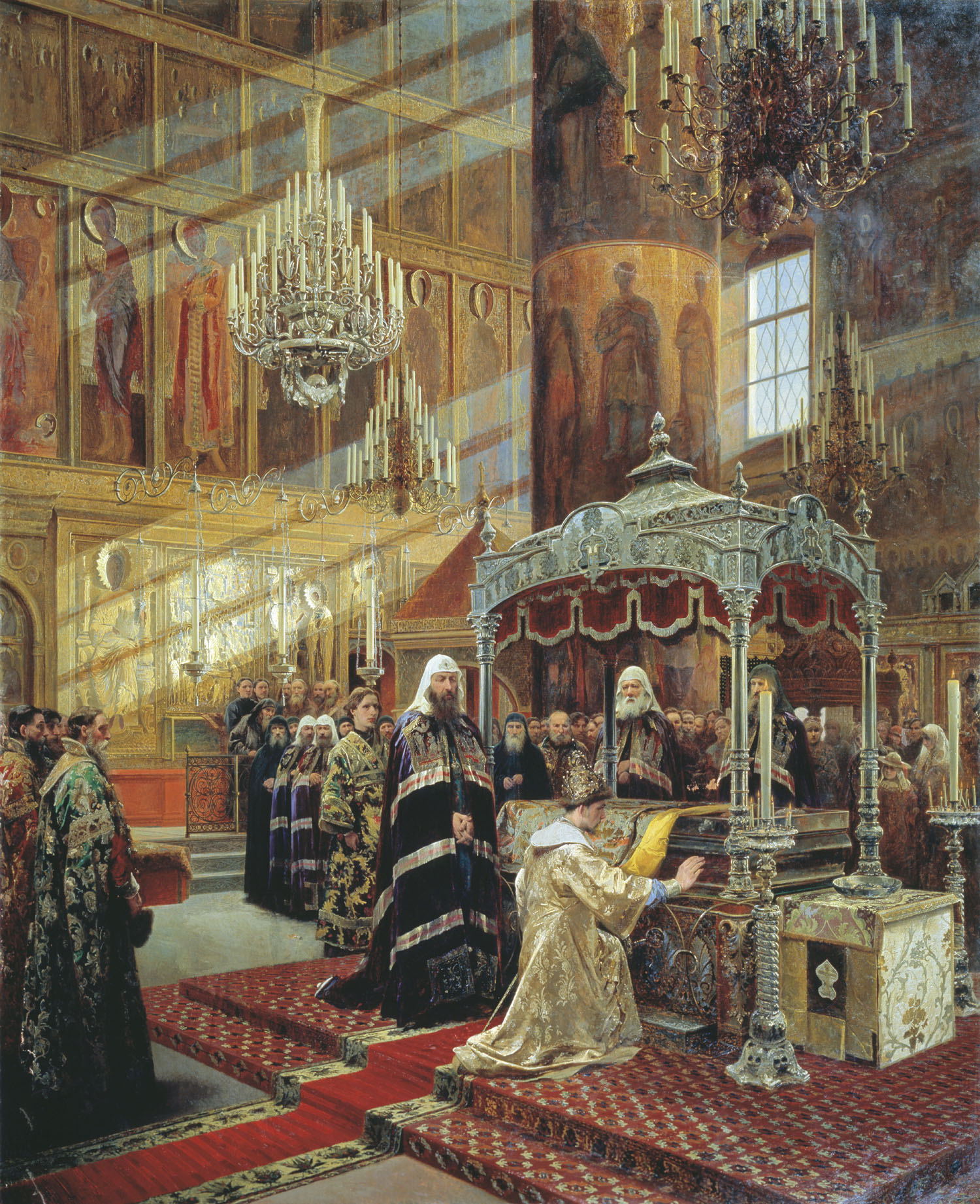
モスクワ大公アレクセイ とモスクワ総主教ニーコン(1886) トレチャコフ美術館